# Fosco Loredan

Campiello del Remèr, nơi xảy ra án mạng, tọa lạc tại sestiere của Cannaregio, Venezia.

Fosco Loredan (mất năm 1598) là nhà quý tộc Venezia thế kỷ 16 của gia đình Loredan nổi tiếng với vụ sát hại vợ mình là Elena Grimani bằng cách chặt đầu, dẫn đến một truyền thuyết đô thị gọi là Hồn ma Fosco Loredan. Tương truyền, vào những đêm trăng tròn, khi gió bắc thổi qua, hồn ma Fosco Loredan bỗng dưng xuất hiện trên Kênh đào Chính, tay ôm đầu vợ mình.

## Thân thế
Sinh vào thế kỷ 16, không có nhiều thông tin về cuộc đời của Fosco trước khi xảy ra vụ việc, ngoại trừ bản thân anh này là nhân vật "nổi tiếng" của dòng họ quý tộc Loredan, được coi là một trong những gia tộc danh giá nhất trong lịch sử Venezia. Anh ta kết hôn với nữ quý tộc trẻ hơn nhiều tuổi tên là Elena Grimani, con gái của Piero và là cháu gái Marino Grimani, Tổng trấn tương lai của Venezia. Trong suốt cuộc đời bên cô, Fosco trở nên nổi tiếng là hay ghen và thường xuyên theo dõi vợ mình, vì cô liên tục nhận được sự chú ý từ những người cầu hôn khác nhờ vào sắc đẹp tuyệt trần của mình.

## Truyền thuyết
Một đêm năm 1598, tin rằng người vợ đã phản bội mình và bị tình cảm làm cho mù quáng, Fosco bèn đặt chân đến Campiello del Remèr ở Cannaregio để tìm kiếm Elena với lời hứa trong lòng sẽ khiến cô ấy phải trả giá đắt. Có lẽ đang cố gắng tìm ra nơi ẩn náu trong một cánh cửa nào đó của Campiello del Remèr đã để lộ những tiếng kêu cứu của cô, số phận của người phụ nữ bất hạnh này giờ đây dường như đã khép lại.
Trở về dinh thự của mình và nghe thấy tiếng khóc của người phụ nữ, chú của cô, Tổng trấn Marino, đã đến Campiello, lẻn vào ngay giữa nhà quý tộc Fosco Loredan và cô cháu gái Elena Grimani. Một sự hiện diện có thể khiến bất kỳ người đàn ông nào phải hóa đá, ngoại trừ Fosco đang tức giận và rất ghen tị, sau khi giải thích lý do cho cơn giận dữ của mình, nguyên nhân có thể là do sự quen biết thân thiết của Elena với một trong những người anh em họ của cô ấy trong gia tộc Mocenigo, rồi sau khi nhận được lệnh nghiêm khắc từ viên Tổng trấn là tra thanh kiếm mà anh ta vừa rút ra để tấn công vợ mình, Fosco giả vờ chấp nhận lý trí. Tuy vậy, trong lúc đang đợi Tổng trấn tra kiếm vào vỏ, sau khi dùng nó để bảo vệ Elena bất hạnh và tiếp thêm sức mạnh cho mệnh lệnh của mình, Fosco đã hét vào mặt viên Tổng trấn coi chừng sau lưng vì những người có vũ trang đang đến gần, khiến ông này mất tập trung vào những khoảnh khắc cần thiết để tung ra một đòn chính xác bằng lưỡi kiếm cắt đứt đầu của Elena bất hạnh. Chính cử chỉ đó đã làm cạn kiệt bạo lực trong tâm trí giết người của Fosco, kẻ sát nhân liền ném mình lên xác cô vợ đang trong tình trạng không mảnh vải che thân, bắt đầu kêu gọi sự thương hại của viên Tổng trấn. Marino Grimani, đang hồi phục sau sự bất ngờ dữ dội, chuẩn bị hành quyết ngay tại chỗ Fosco Loredan, với tư cách là một quý tộc ngang hàng với ông, bèn cầu xin sự tha thứ nhân danh một chuẩn mực được giới quý tộc sử dụng vào thời đó, hòng biện minh cho những người chồng bị phản bội đã hành quyết vợ mình vì ngoại tình - một yêu cầu mà Tổng trấn Marino Grimani đang kinh ngạc vẫn cố từ chối. Vào thời điểm đó, với thẩm quyền của mình, ông đã kết án người đàn ông này phải đến Roma để xin ân sủng của Giáo hoàng, vì ngài mới là người duy nhất có thể ban ân sủng đó cho một nhà quý tộc thuộc cấp nhà Loredan.
Cùng lúc đó, tại Campiello del Remèr tối tăm nhìn ra và đóng lại trên Kênh đào Chính, ông ta ra lệnh cho người chồng khát máu của cô cháu gái nhặt cái xác bị chặt rời và chất lên vai với bàn tay tội lỗi, nhặt đầu của Elena xinh đẹp và đi bộ đến Roma nhằm phục tùng sự phán xét của Giáo hoàng, mà ngài sẽ phải nhìn nhận nhà quý tộc theo cách này. Fosco rời đi đến Thành phố Vĩnh cửu nhưng khi đến đó, vẫn với quần áo và tay chân dính đầy máu của cơ thể mà anh buộc phải vác trên vai, hai tay ôm đầu vợ mình, anh ta thậm chí còn không được phép vào diện kiến Giáo hoàng Clement VIII sau khi ngài nghe được câu chuyện này đã kiên quyết từ chối gặp mặt và tha thứ cho anh ta. Sau lời từ chối của Giáo hoàng, Fosco trốn thoát khỏi đám lính canh đang định đưa mình vào tù và quay trở lại Campiello del Remèr. Đến nơi đây, vì tuyệt vọng, anh ta bèn lao mình xuống dòng Kênh đào Chính để rồi phải chết đuối chỉ cách bờ vài bước chân.
Kể từ đó trở đi, vào mỗi ngày kỷ niệm Elena bị giết, hồn ma Fosco Loredan được cho là sẽ xuất hiện trở lại, ôm đầu vợ trong tay và lang thang trên đường phố Venezia để tìm kiếm sự bình yên mà anh ta đã đánh mất trong khoảnh khắc ghen tuông mù quáng.